# آيت واوكرضة (إيمي نتايارت)
آيت واوكرضة هي إحدى مشيخات المملكة المغربية، تتبع جغرافيا لإقليم تارودانت وإداريًا لإيمي نتايارت. يقدر عدد سكانها بـ 2366 نسمة حسب الإحصاء الرسمي للسكان والسكنى لسنة 2004.